# 吳復 (永樂進士)
吳復（14世紀—1417年），字祐之，福建延平府將樂縣人，明朝政治人物。

## 生平
吳復是永樂元年（1403年）福建鄉試舉人，次年（1404年）聯捷進士，獲授湖廣道監察御史，為官清正忠直，知無不言，審理冤案得體，明成祖稱他為「圓眼御史」，十五年（1417年）陞任廣西按察司副使，未赴任就已經去世。

## 引用
1. 1 2  乾隆《將樂縣志·卷八》：吳復，字克初，玉華人，永樂二年進士，授湖廣監察御史，居官清慎忠直，知無不言，理冤申枉得風憲體，文廟每目為圓眼御史，陞廣西按察司副使，未赴任卒。
2. ↑  乾隆《將樂縣志·卷七》：進士……明 吳復 登永樂二年曾棨榜，除御史、廣東副使，以風節聞，成祖目為圓眼御史，有傳見先憲志…… 鄉舉……元【明】……吳復 中永樂元年癸未陳用榜，任官列傳俱載登第
3. ↑  《明太宗文皇帝實錄·卷一百九十二》：（永樂十五年九月）戊午陞……湖廣道監察御史吳復為廣西按察司副使。